# Xenungulata
Los xenungulados (Xenungulata, gr. "ungulados extraños") son un orden extinto de mamíferos placentarios pertenecientes al clado de los meridiungulados o ungulados sudamericanos. Se han hallado restos en Argentina, Brasil, Colombia y Venezuela datados desde el Paleoceno hasta principios del Oligoceno.

## Características
Los xenungulados se conocen en su mayoría por sus restos dentales, la única especie de la que se conoce un esqueleto más o menos completo es Carodnia vierai, hallado en São José de Itaboraía, Río de Janeiro, Brasil. Era un animal semejante a un tapir, tanto en morfología como tamaño, con cinco dedos en las manos. Las especies que se hallaron en la Patagonia argentina eran de menor tamaño.
Poseían dentición completa, y dientes yugales (premolares y molares) braquiodontes, los primeros incisivos eran semenjantes a cinceles, los primeros y segundos premolares, tanto superiores como inferiores, simples y comprimidos lateralmente, los terceros y los cuartos con un protocono en forma de V y paracono muy desarrollado. Los molares eran bilofodontes.

## Taxonomía
Los xenungulados incluyen

- Carodniidae
  - Carodnia
    - Carodnia vierai
    - Carodnia feruglioi

  - Rodcania
    - Rodcania kakan
- Etayoidae
  - Etayoa
    - Etayoa bacatensis

  - Notoetayoa
    - Notoetayoa gargantuai